# История административно-территориального деления Удмуртии

## Образование Вотской АО

Вотская АО в 1923 году

Территория современной Удмуртии входила в состав Вятской губернии и после принятия декрета о создании Вотской АО, постановлением ВЦИК от 5 января 1921 года были определены её границы. В состав АО были включены 27 волостей Глазовского, 18 — Сарапульского, 14 — Елабужского и 12 — Малмыжского уездов. Первоначально административный центр области располагался в городе Глазов, но уже 2 июня 1921 года решением ВЦИК перенесён в город Ижевск.

## С 1921 по 1929 год
В 1921 году Вотская АО была разделена на 5 уездов: Дебёсский, Глазовский, Можгинский, Ижевский и Селтинский. С 1923 по 1924 годы проводится первая административная реформа, укрупняются уезды, волости и сельсоветы, присоединяется Карсовайская волость Вятской губернии. В результате реформы были упразднены Дебёсский и Селтинские уезды, количество волостей сокращается с 70 до 34, сельсоветов — с 416 до 208. «Укрупнение волостей укрепило аппарат, но оторвало от крестьянских масс», и в результате с 1925 по 1926 годы проводится новая реорганизация, разукрупнение сельсоветов, количество которых увеличено до 349. В 1929 году в Вотскую АО из Вятской губернии дополнительно переданы Сюмсинская волость и несколько приграничных сельсоветов.

## С 1929 по 1935 год
В 1929 году в Удмуртии проводится районирование, замена уездно-волостной административно-территориальной структуры на районную, образованы 21 ёрос (район): Алнашский, Балезинский, Вавожский, Глазовский, Граховский, Дебёсский, Зуринский, Ижевский, Карсовайский, Кезский, Малопургинский, Можгинский, Новомултанский, Нылги-Жикьинский, Святогорский, Селтинский, Сюмсинский, Шарканский, Юкаменский, Якшур-Бодьинский и Ярский.
| Район (Ёрос)                      | Административный центр       | Количество сельсоветов | Численность населения, человек | Площадь, км² |
| --------------------------------- | ---------------------------- | ---------------------- | ------------------------------ | ------------ |
| Алнашский район                   | село Алнаши                  | 17                     | 40660                          | 1030         |
| Балезинский район                 | посёлок при станции Балезино | 20                     | 33870                          | 1255         |
| Вавожский район                   | село Вавож                   | 20                     | 31625                          | 1693         |
| Глазовский район                  | город Глазов                 | 22                     | 52166                          | 1815         |
| Граховский район                  | село Грахово                 | 21                     | 47648                          | 1472         |
| Дебёсский район                   | село Дебёссы                 | 20                     | 36483                          | 1104         |
| Зуринский район                   | село Зура                    | 16                     | 32103                          | 1578         |
| Ижевский район                    | город Ижевск                 | 21                     | 46920                          | 2441         |
| Карсовайский район                | село Карсовай                | 14                     | 24337                          | 1257         |
| Кезский район                     | посёлок при станции Кез      | 23                     | 42490                          | 1988         |
| Малопургинский район              | село Малая Пурга             | 12                     | 29300                          | 832          |
| Можгинский район                  | город Можга                  | 24                     | 44737                          | 1597         |
| Ново-Мултанский район             | село Ново-Мултан             | 13                     | 29962                          | 1561         |
| Нылги-Жикьинский район            | село Нылга-Жикья             | 11                     | 24908                          | 1012         |
| Святогорский район                | село Святогорское            | 11                     | 24921                          | 1543         |
| Селтинский район                  | село Селты                   | 20                     | 41502                          | 2618         |
| Сюмсинский район                  | село Сюмси                   | 17                     | 29660                          | 1268         |
| Шарканский район                  | село Шаркан                  | 15                     | 36263                          | 1066         |
| Юкаменский район                  | село Юкаменское              | 17                     | 38726                          | 1150         |
| Якшур-Бодьинский район            | село Якшур-Бодья             | 13                     | 27610                          | 2036         |
| Ярский район                      | посёлок при станции Яр       | 19                     | 42704                          | 1819         |
| Город республиканского подчинения | город Ижевск                 | -                      | -                              | -            |

1 января 1932 года Вотская автономная область переименована в Удмуртскую АО. В течение 1932 года Нылги-Жикьинский, Святогорский и Новомултанский районы ликвидированы.

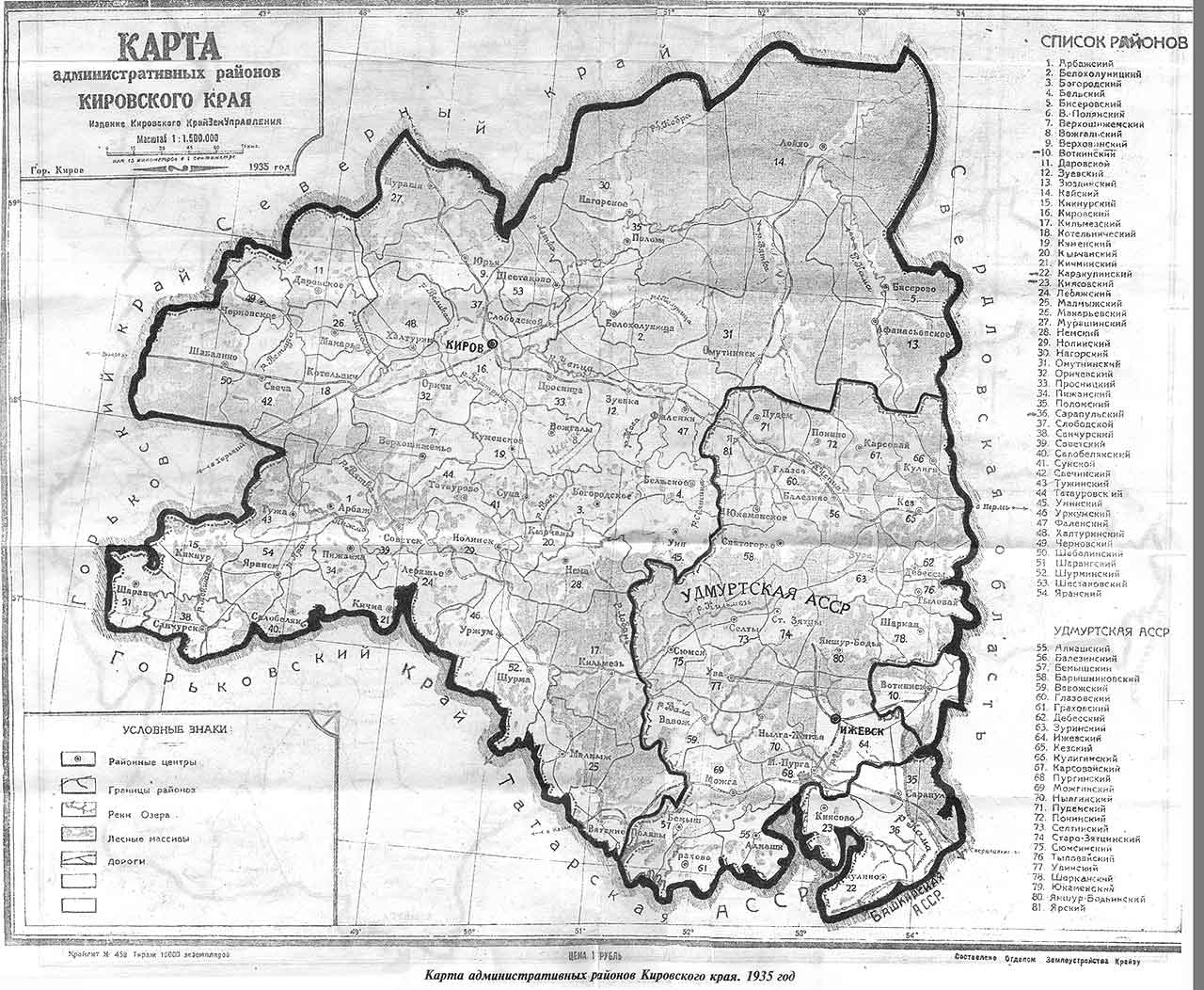
Удмуртская АССР в составе Кировского края (1935 год)

Постановлением президиума облисполкома от 11 марта 1934 года название «ёрос» было упразднено. И в том же году постановлением Президиума ВЦИК от 28 декабря 1934 года Удмуртская автономная область преобразована в существующих границах в Удмуртскую АССР. К 1935 году республика включала: 18 районов, 382 сельсовета, 3 города, 2 рабочих посёлка и 4128 прочих населённых пункта.

## С 1935 по 1965 год
В 1935—1937 годах, за счет разукрупнения существующих образованы новые: Бемыжский, Большеучинский, Завьяловский, Игринский, Кулигинский, Нылгинский, Понинский, Пудемский, Пычасский, Святогорский, Старозятцинский, Тыловайский и Увинский районы. В 1935 году спустя три месяца после образования Святогорский район переименован в Барышниковский, а после ареста Барышникова в 1938 году, в Красногорский район. 22 октября 1937 года из состава Кировской области в Удмуртскую АССР переданы Воткинский, Каракулинский, Кизнерский, Киясовский и Сарапульский районы, город Воткинск. На основании постановления Президиума Верховного Совета УАССР от 29 января 1939 года из Сарапульского района выделен Камбарский район. Всего в результате реформ 1935—1939 годов количество районов увеличилось с 18 до 37.
7 марта 1939 года город Сарапул получил статус города республиканского (АССР) подчинения.
| Район                              | Административный центр   | Площадь      | Количество сельсоветов |
| ---------------------------------- | ------------------------ | ------------ | ---------------------- |
| Алнашский район                    | село Алнаши              | 0,8          | 14                     |
| Балезинский район                  | рабочий посёлок Балезино | 1,1          | 19                     |
| Бемыжский район                    | село Бемыж               | 0,7          | 12                     |
| Больше-Учинский район              | село Большая Уча         | 0,5          | 9                      |
| Вавожский район                    | село Вавож               | 1,3          | 14                     |
| Воткинский район                   | город Воткинск           | 1,8          | 19                     |
| Глазовский район                   | город Глазов             | 0,9          | 13                     |
| Граховский район                   | село Грахово             | 0,8          | 10                     |
| Дебёсский район                    | село Дебёссы             | 0,6          | 13                     |
| Завьяловский район                 | село Завьялово           | 0,8          | 12                     |
| Зуринский район                    | село Зура                | 0,9          | 10                     |
| Игринский район                    | село Игра                | 1,7          | 8                      |
| Ижевский район                     | город Ижевск             | 0,8          | 10                     |
| Камбарский район                   | рабочий посёлок Камбарка | нет сведений | 10                     |
| Каракулинский район                | село Каракулино          | 0,9          | 15                     |
| Карсовайский район                 | село Карсовай            | 1,0          | 11                     |
| Кезский район                      | село Кез                 | 1,2          | 16                     |
| Кизнерский район                   | село Кизнер              | 1,3          | 16                     |
| Киясовский район                   | село Киясово             | 0,9          | 13                     |
| Красногорский район                | село Красногорское       | 1,1          | 15                     |
| Кулигинский район                  | село Кулиги              | 0,9          | 10                     |
| Мало-Пургинский район              | село Малая Пурга         | 1,2          | 10                     |
| Можгинский район                   | город Можга              | 1,6          | 11                     |
| Нылгинский район                   | село Нылга               | 0,9          | 13                     |
| Понинский район                    | село Понино              | 0,7          | 8                      |
| Пудемский район                    | село Пудем               | 0,8          | 9                      |
| Пычасский район                    | посёлок Пычас            | 0,9          | 10                     |
| Сарапульский район                 | город Сарапул            | 3,0          | 13                     |
| Селтинский район                   | село Селты               | 1,5          | 15                     |
| Старо-Зятцинский район             | село Старые Зятцы        | 0,8          | 11                     |
| Сюмсинский район                   | село Сюмси               | 1,8          | 18                     |
| Тыловайский район                  | село Тыловай             | 0,8          | 11                     |
| Увинский район                     | рабочий посёлок Ува      | 1,2          | 11                     |
| Шарканский район                   | село Шаркан              | 1,0          | 14                     |
| Юкаменский район                   | село Юкаменское          | 1,0          | 18                     |
| Якшур-Бодьинский район             | село Якшур-Бодья         | 2,1          | 10                     |
| Ярский район                       | рабочий посёлок Яр       | 0,8          | 12                     |
| Города республиканского подчинения | город Ижевск             | -            | -                      |
| Города республиканского подчинения | город Воткинск           | -            | -                      |
| Города республиканского подчинения | город Сарапул            | -            | -                      |

2 января 1950 года город Глазов получил статус города республиканского (АССР) подчинения.
В 1954—1956 годах проводится очередная реформа, сначала проводится укрупнение сельсоветов, а позднее в 1956 году ликвидированы 8 районов: Бемыжский, Большеучинский, Зуринский, Кулигинский, Понинский, Пудемский, Пычасский и Тыловайский. В 1957 году в рамках реформ по оптимизации советского хозяйства, создаются совнархозы, а в 1963 году укрупняются административные единицы, с созданием промышленных и сельских районов. В рамках реформы в УАССР создано 10 сельских районов: Балезинский, Воткинский, Глазовский, Игринский, Ижевский, Кезский, Кизнерский, Можгинский, Сарапульский и Увинский, 2 промышленных района: Игринский и Увинский, а также помимо Глазова, Ижевска, Сарапула и Воткинска статус города республиканского подчинения получил город Можга. В 1964 году дополнительно образован Ярский сельский район.

## С 1965 года
В течение 1965—1967 годов проводится расформирование сельских районов, в результате воссоздано 25 районов: Алнашский, Балезинский, Вавожский, Воткинский, Глазовский, Граховский, Дебёсский, Завьяловский, Игринский, Камбарский, Каракулинский, Кезский, Кизнерский, Киясовский, Красногорский, Малопургинский, Можгинский, Сарапульский, Селтинский, Сюмсинский, Увинский, Шарканский, Юкаменский, Якшур-Бодьинский и Ярский. При проведении этой реформы сформировалось территориальное деление, которое с небольшими изменениями границ дожило до настоящего времени.

## Современное устройство
В 2004—2005 годах в Удмуртии проводится реформа местного самоуправления, в рамках которой административные районы и города республиканского подчинения наделены статусами муниципальных районов и городских округов, сельсоветы и поссоветы преобразованы в сельские или городские поселения.
В 2021 году муниципальные районы были преобразованы в муниципальные округа.